# Lepilemur dorsalis
Lepilemur dorsalis är en däggdjursart som beskrevs av Gray 1870. Lepilemur dorsalis ingår i släktet vesslemakier, och familjen Lepilemuridae. Inga underarter finns listade i Catalogue of Life.
Arten blir 23 till 26 cm lång (huvud och bål), har en 26 till 28 cm lång svans och väger 500 till 730 g. Kännetecknande är en mörk längsgående linje på ryggens mitt. Andra delar av ovansidan och svansen är täckta av brun till gråbrun päls. Undersidan har en liknande men ljusare färg som är ljusast på strupen. Lepilemur dorsalis har kort runda öron som är tydligare synlig än öronen hos Avahi unicolor som lever i samma region. I reviret finns även tjocksvansmakin (Cheirogaleus medius) som är mindre.
Denna primat förekommer i ett mindre område på nordvästra Madagaskar. Den vistas där i fuktiga skogar. Individerna vilar i trädens håligheter. Honor föder en unge per kull mellan augusti och november. Födan utgörs främst av blad.
Lepilemur dorsalis jagas ibland för köttets skull. Ett annat hot är skogsavverkningar i samband med skogsbruk eller etablering av jordbruksmark. IUCN kategoriserar arten globalt som sårbar (vulnerable).